# Dehtáře
Dehtáře település Csehországban, a Pelhřimovi járásban. Dehtáře Velký Rybník, Sedlice, Humpolec, Kojčice, Svépravice és Pelhřimov településekkel határos. Lakosainak száma 120 fő (2024. január 1.).

## Népesség
A település lakosságának változását az alábbi diagram mutatja:
| Lakosok száma | 449  | 360  | 352  | 211  | 135  | 124  | 117  | 119  | 116  | 120  |
|               | 1869 | 1900 | 1921 | 1961 | 1980 | 2011 | 2016 | 2019 | 2021 | 2024 |